# ريدغمنت (بيدفوردشير)
ريدغمنت (بالإنجليزية: Ridgmont)‏ هي قرية و أبرشية مدنية تقع في المملكة المتحدة في إنجلترا. يقدر عدد سكانها بـ 410 نسمة .